# Ringpfeilerhalle Eversten

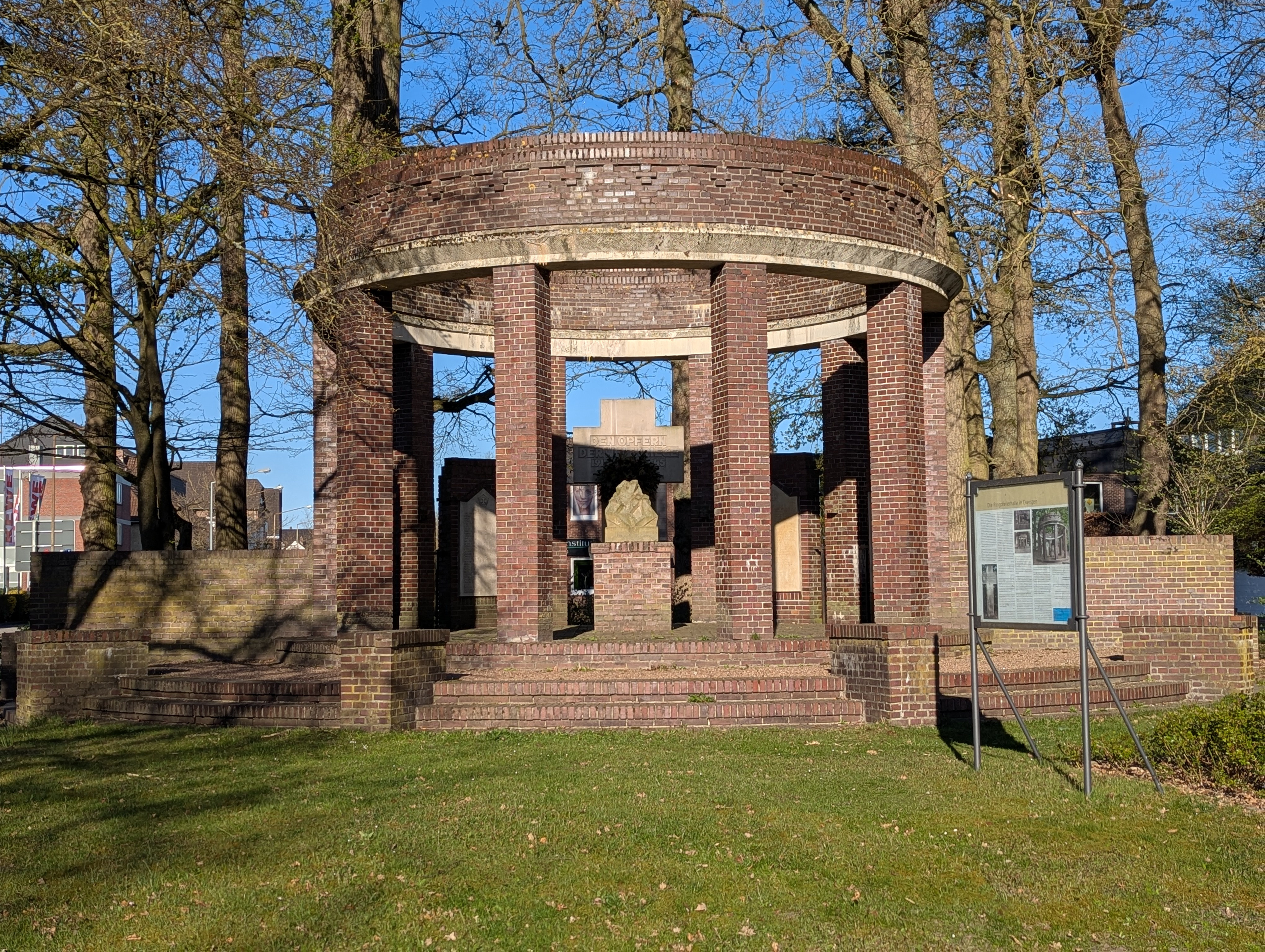
Die Ringpfeilerhalle von Osten

Die Ringpfeilerhalle ist eine den Opfern der Weltkriege gewidmete Gedenkstätte in Oldenburg-Eversten. Sie wurde ursprünglich als Kriegerdenkmal für die Gefallenen des Ersten Weltkriegs aus Eversten, Hundsmühlen, Nord- und Südmoslesfehn errichtet und am Totensonntag 1925 eingeweiht.

## Lage
Die Ringpfeilerhalle liegt östlich eines Eichenhains an der Ecke Hauptstraße/Prinzessinweg. Sie öffnet sich nach Osten Richtung Jahnwiese. Ursprünglich war auf dieser Fläche nördlich der Hauptstraße zwischen Prinzessinweg und Bernhardstraße ein städtisches Zentrum mit einem parallel zur Hauptstraße liegenden, 45 m langen Festplatz sowie einem Sportplatz und einer Turnhalle geplant. Der Zugang zu diesem Areal sollte an der Ringpfeilerhalle vorbeiführen und damit diesem Denkmal Beachtung geben. Diese Planung wurde nicht realisiert und mit dem Bau der Umgehungsstraße in den 1930er Jahren, der heutigen Autobahn 28, auf weiten Teilen dieser Fläche obsolet.
Durch die Lage an der viel befahrenen Hauptstraße in Eversten und die Nähe zur Autobahnausfahrt Oldenburg-Eversten befindet sich die Ringpfeilerhalle an einem heute sehr unruhigen Ort.

## Beschreibung
Die Ringpfeilerhalle ist ein runder Zentralbau mit einem Durchmesser von 8 m. Sie liegt durch Aufschüttung wenige Stufen über dem Höhenniveau der angrenzenden Wiese. Zehn quadratische Klinkerpfeiler von 3,85 m Höhe tragen einen 40 cm hohen Architrav aus Beton mit einem etwa 1 m hohen, verzierten Klinkersims.
Im Zentrum des Baus steht auf einem etwa 1,20 m hohen Klinkersockel eine ursprünglich vergoldete Sandsteinskulptur, die eine Ewige Flamme symbolisiert.
In den westlichen Pfeiler-Zwischenräumen stehen vier etwa 2,30 m hohe, klinkergemauerte Stelen mit Gedenktafeln mit den Namen der 244 Gefallenen, zwei links und zwei rechts des erst in den 1950ern hinzugefügten Sandstein-Kreuzes mit der Inschrift Den Opfern der Weltkriege 1914–1918 1939–1945. Ihr Sterben war ihres Lebens größte Tat.

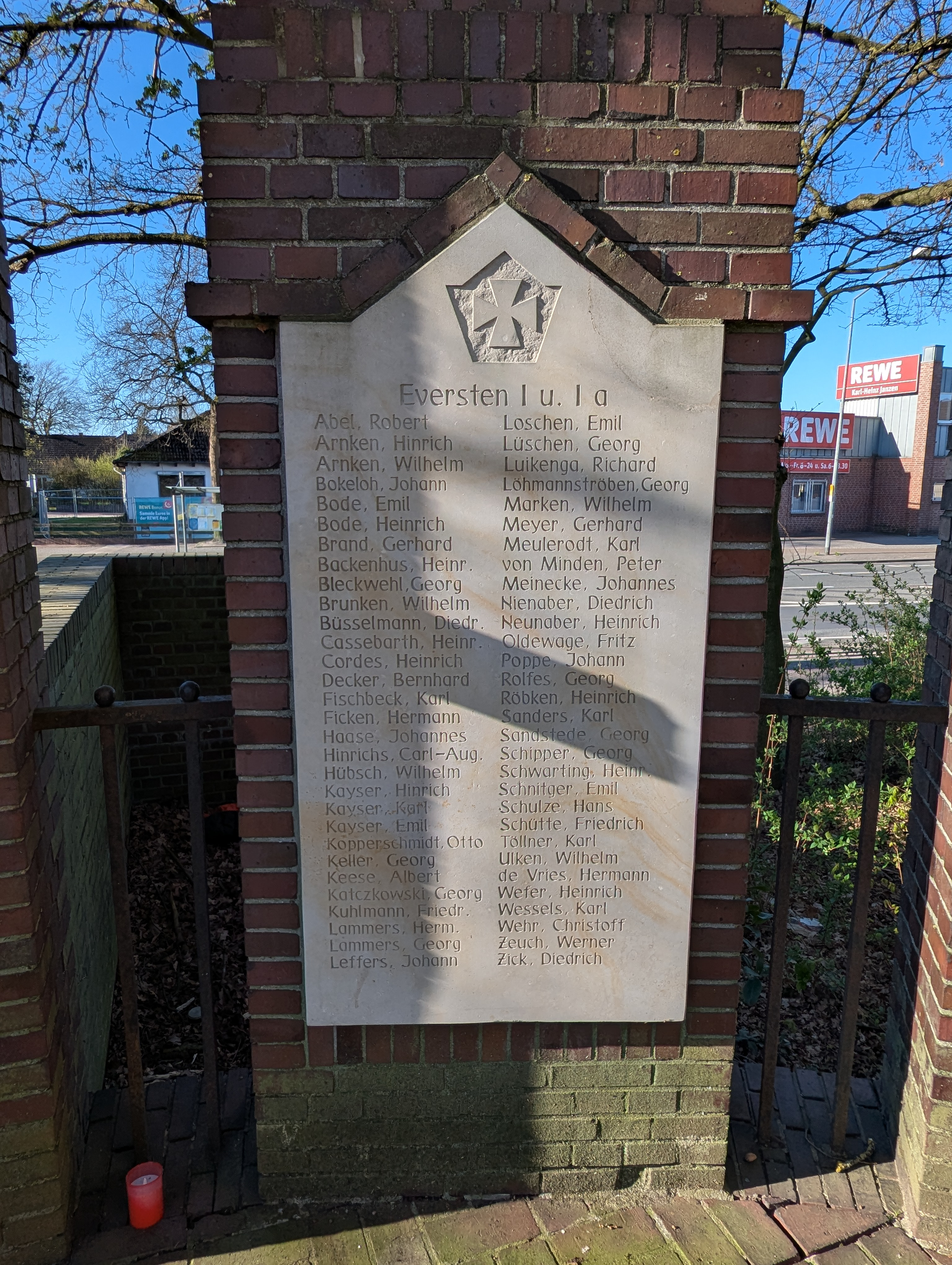
Gedenktafel Eversten I u. I a
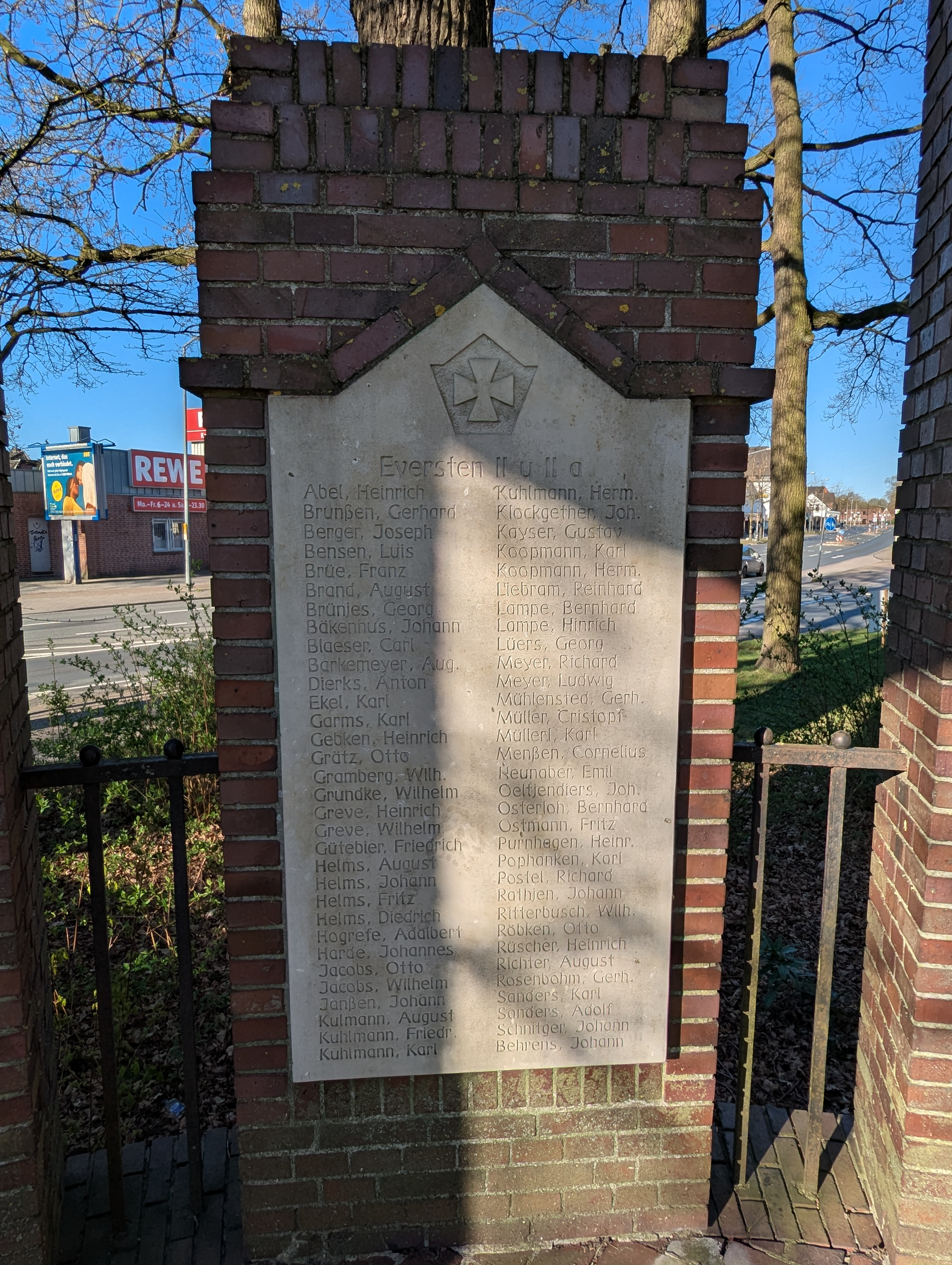
Gedenktafel Eversten II u. II a
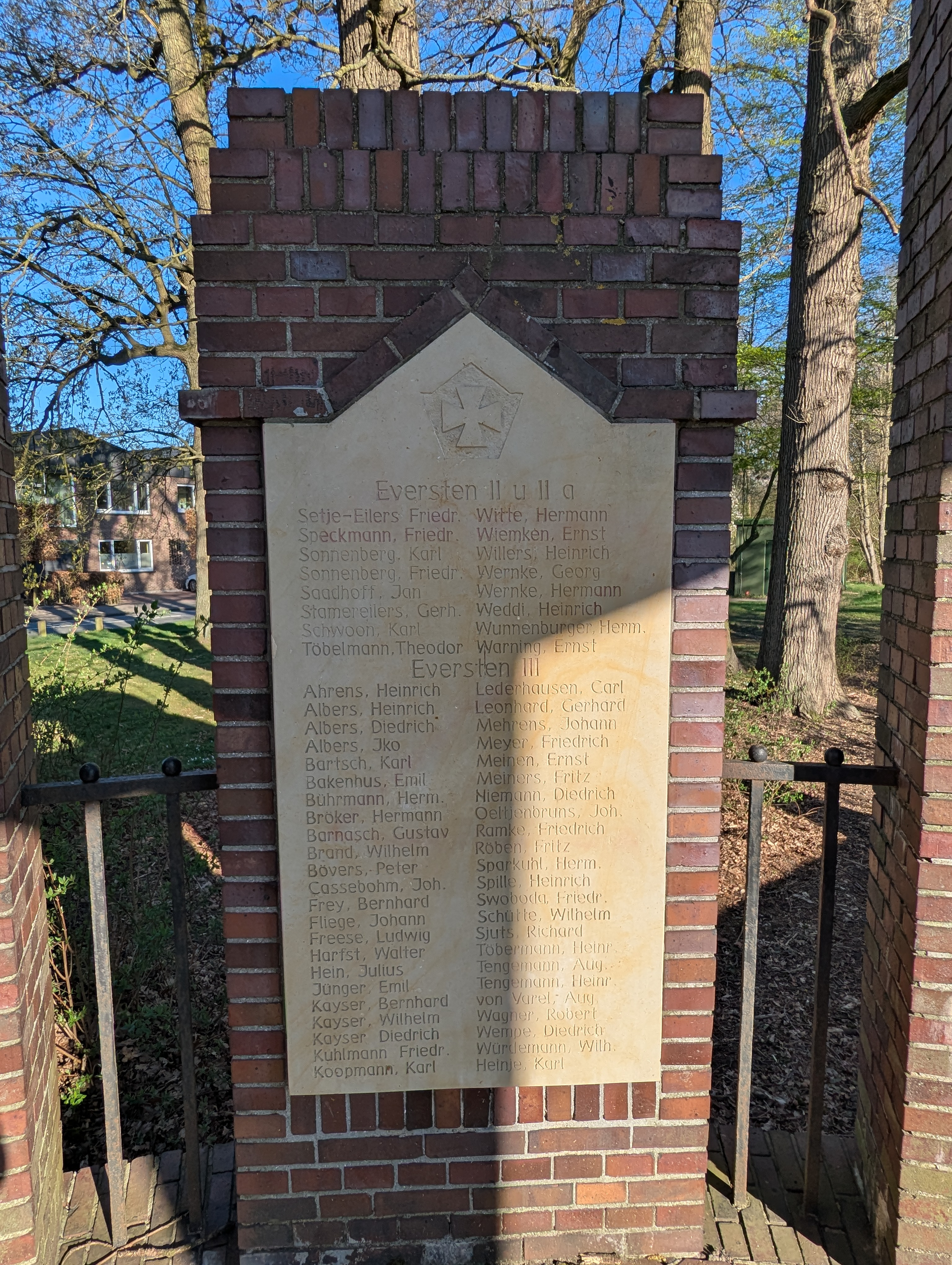
Gedenktafel Eversten II u. II a, III
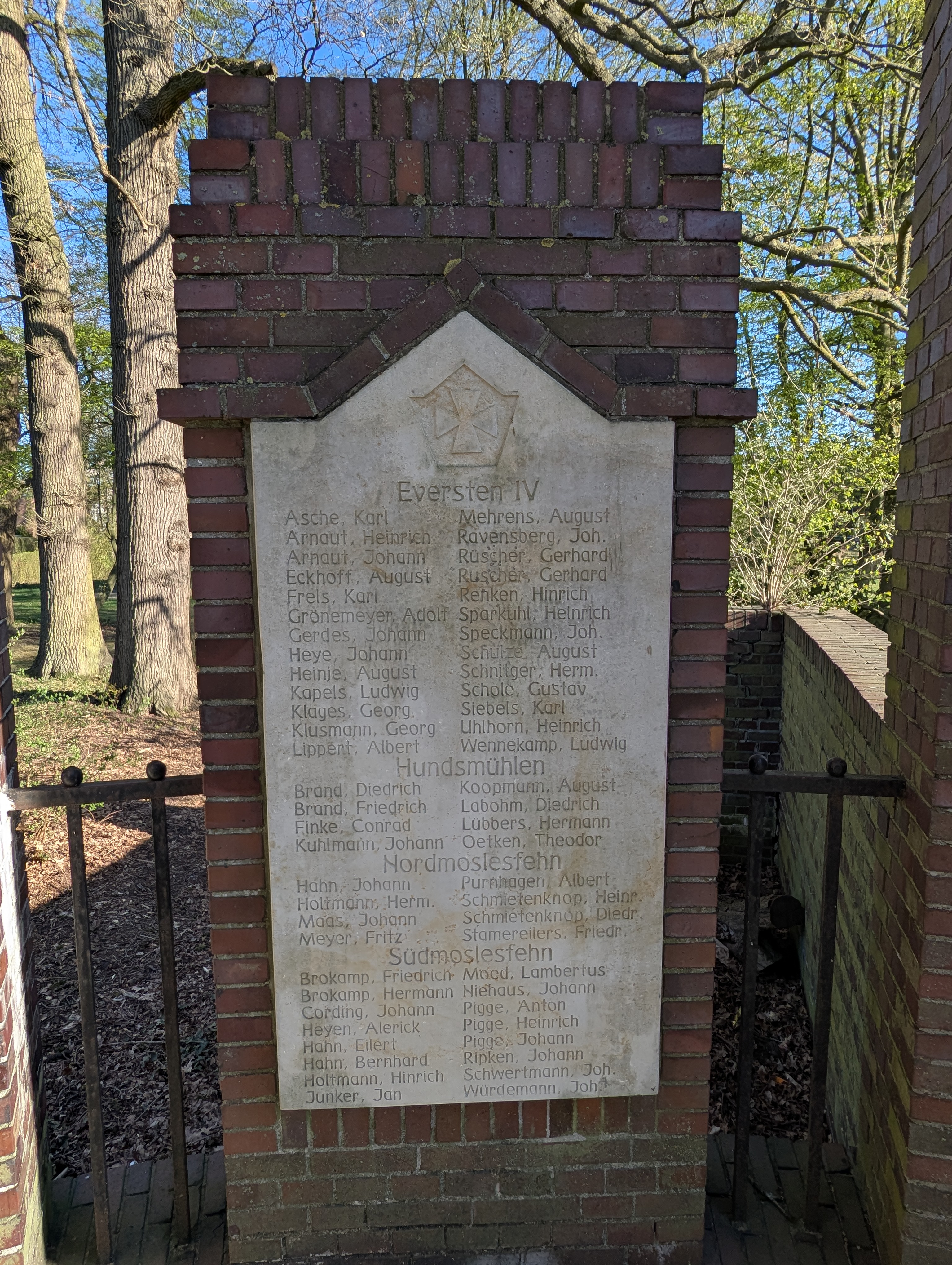
Gedenktafel Eversten IV, Hundsmühlen, Nordmoslesfehn, Südmoslesfehn

## Baugeschichte

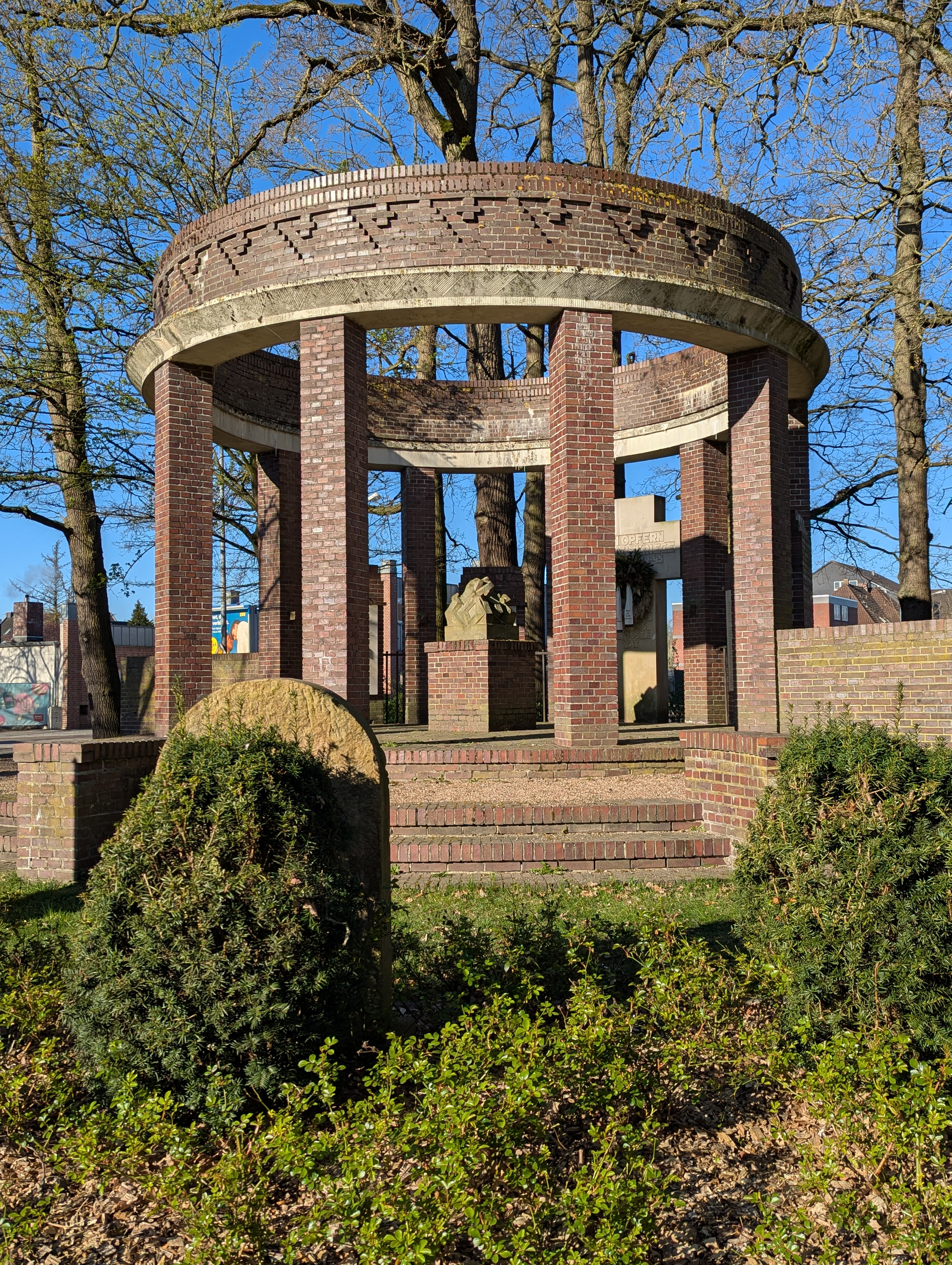
Die Ringpfeilerhalle von Nordosten, in der Mitte sichtbar die symbolische Ewige Flamme. Im Vordergrund die Rückansicht eines an diesen Standort versetzten Denkmals für die Gefallenen des Deutsch-Französischen Krieges 1870/71.

Der Bau eines Ehrenmals für die Gefallenen des Ersten Weltkriegs geht auf die zu diesem Zwecke aus der Bürgerschaft gegründete Denkmalskommission Eversten zurück. Als Standort war zunächst auch das Eversten Holz in der Auswahl, im November 1924 fiel aber die Entscheidung zum Standort an der Hauptstraße mit Verweis auf die weitere Ausgestaltung dieses Platzes, die letztlich nicht verwirklicht wurde.
Der Oldenburger Stadtbaurat Jean Robert Charton entwarf Anfang 1925 eine offene Ringpfeilerhalle nach Art eines Rundtempels. Die Stadt Oldenburg hatte die Bauleitung, da Eversten ab dem 1. August 1924 als Stadtteil zu Oldenburg eingemeindet worden war. Der Oldenburger Bildhauer Max Gökes gestaltete die symbolische Ewige Flamme.
Charton verfolgte mit dem Rundbau die Idee, dass die Menschen zwischen den Pfeilern auf der Ostseite eintreten und sich mit den durch die Stelen mit den Gedenktafeln vergegenwärtigten Gefallenen in einem Kreis um die im Zentrum stehende Ewige Flamme versammeln.
Die Ringpfeilerhalle wurde am Totensonntag, 22. November 1925 feierlich eingeweiht.
Die Kosten des Denkmals beliefen sich auf 14.000 Reichsmark, ursprünglich waren 6.000 bis 8.000 Reichsmark geplant gewesen. Die Denkmalskommission musste nach der Einweihung noch jahrelang weiterhin mit verschiedenen Aktionen (festliche Veranstaltungen, Konzerte, Lotterien) Spenden sammeln bis das Denkmal nach Zuschuss der Stadt Oldenburg und der Kirchengemeinde Eversten 1936 vollständig bezahlt war.

### Umbau 1953/54

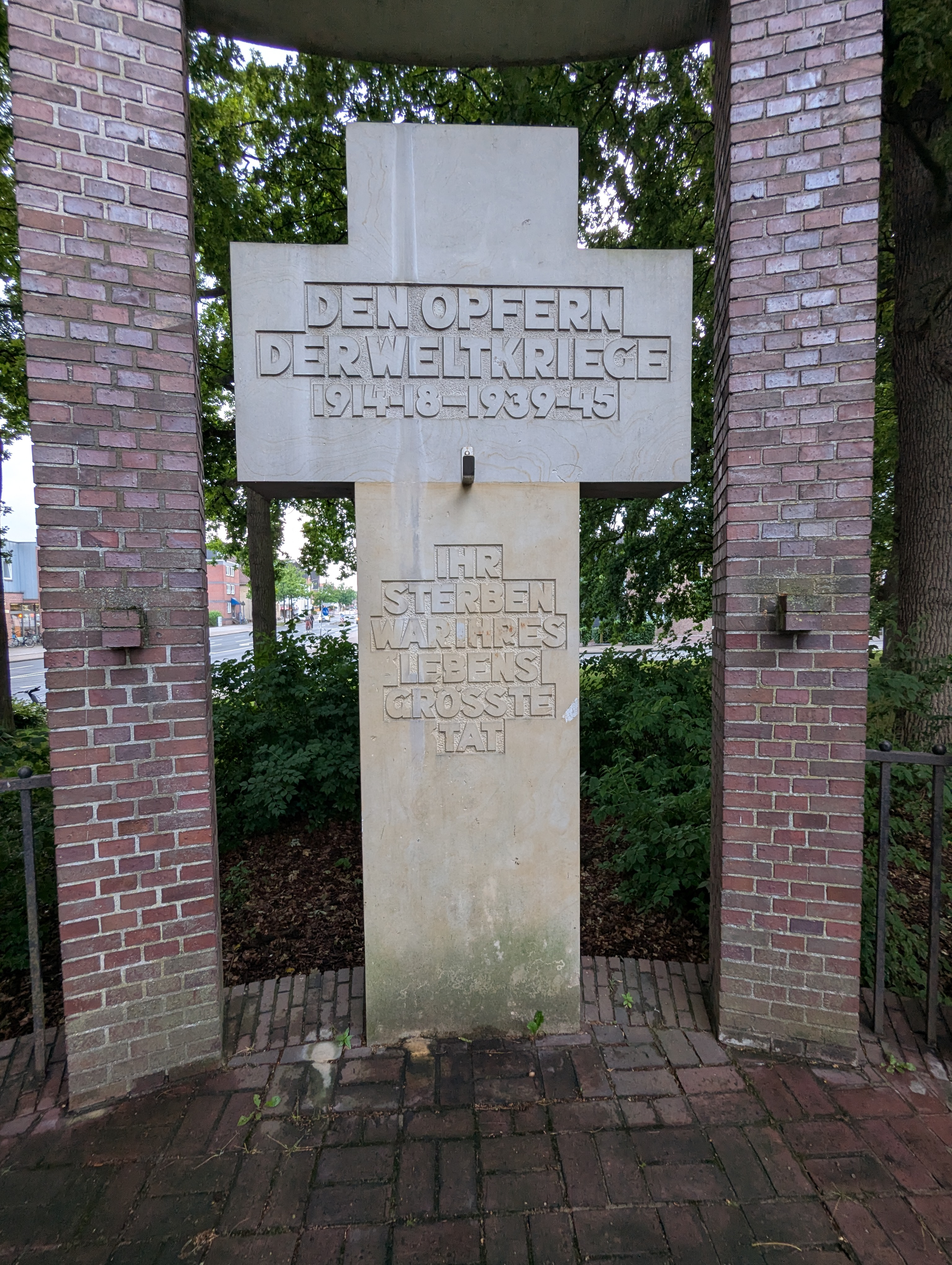
Das im Jahr 1954 im westlichen Pfeiler-Zwischenraum aufgestellte Sandsteinkreuz

Wie Kriegerdenkmäler in vielen anderen deutschen Städten wurde auch die Ringpfeilerhalle nach dem Zweiten Weltkrieg zu einem Erinnerungsort auch für die in diesem Krieg gefallenen Soldaten umgestaltet und erweitert. Wahrscheinlich wegen der großen Anzahl der Namen erfolgte keine Nennung derselben auf Gedenktafeln.
Es gab im Jahr 1953 einen Wettbewerb zur Erweiterung des Denkmals unter Studierenden der Staatsbauschule, der allerdings folgenlos blieb. Im November 1953 wurde beschlossen, in dem noch leeren westlichen Pfeiler-Zwischenraum ein Sandsteinkreuz mit den Worten Dem Gedenken aller Gefallenen aufzustellen. Um das Kreuz sichtbarer ins Zentrum des Erinnerungsortes zu stellen, wurde der Klinkersockel mit der Ewigen Flamme in der zweiten Jahreshälfte des Jahres 1953 entfernt und dadurch die ursprüngliche Idee des Rundbaus mit der Flamme im Zentrum zugunsten einer Ausrichtung nach Westen auf das Kreuz verändert. Am 26. September 1954 wurde das erweiterte Denkmal mit Festreden des Vorsitzenden des Bürgervereins Eversten, Heinrich Brockmann, und des Pastors der Kirchengemeinde Eversten, Hans Frerichs, eingeweiht. Der Text auf dem Kreuz lautete jetzt: Den Opfern der Weltkriege 1914–18 und 1939–45. Ihr Sterben war ihres Lebens größte Tat.

### Teilrückbau 2007
Im Jahr 2007 wurde der im Zentrum des Rundbaus stehende Klinkersockel wiederaufgebaut. Die Skulptur der Ewigen Flamme, die von 1953 bis 2007 unbeachtet im Gebüsch hinter dem Denkmal gelegen hatte, wurde wieder an ihren ursprünglichen Standort gesetzt und damit die Idee der Erbauer von 1925 wiederhergestellt. Wahrscheinlich spielte dabei auch eine Rolle, dass damit das Kreuz mit der mindestens aus heutiger Sicht fragwürdigen Inschrift Ihr Sterben war ihres Lebens größte Tat weniger Zielpunkt des Betrachters ist.

## Gedenkstein 1870/71

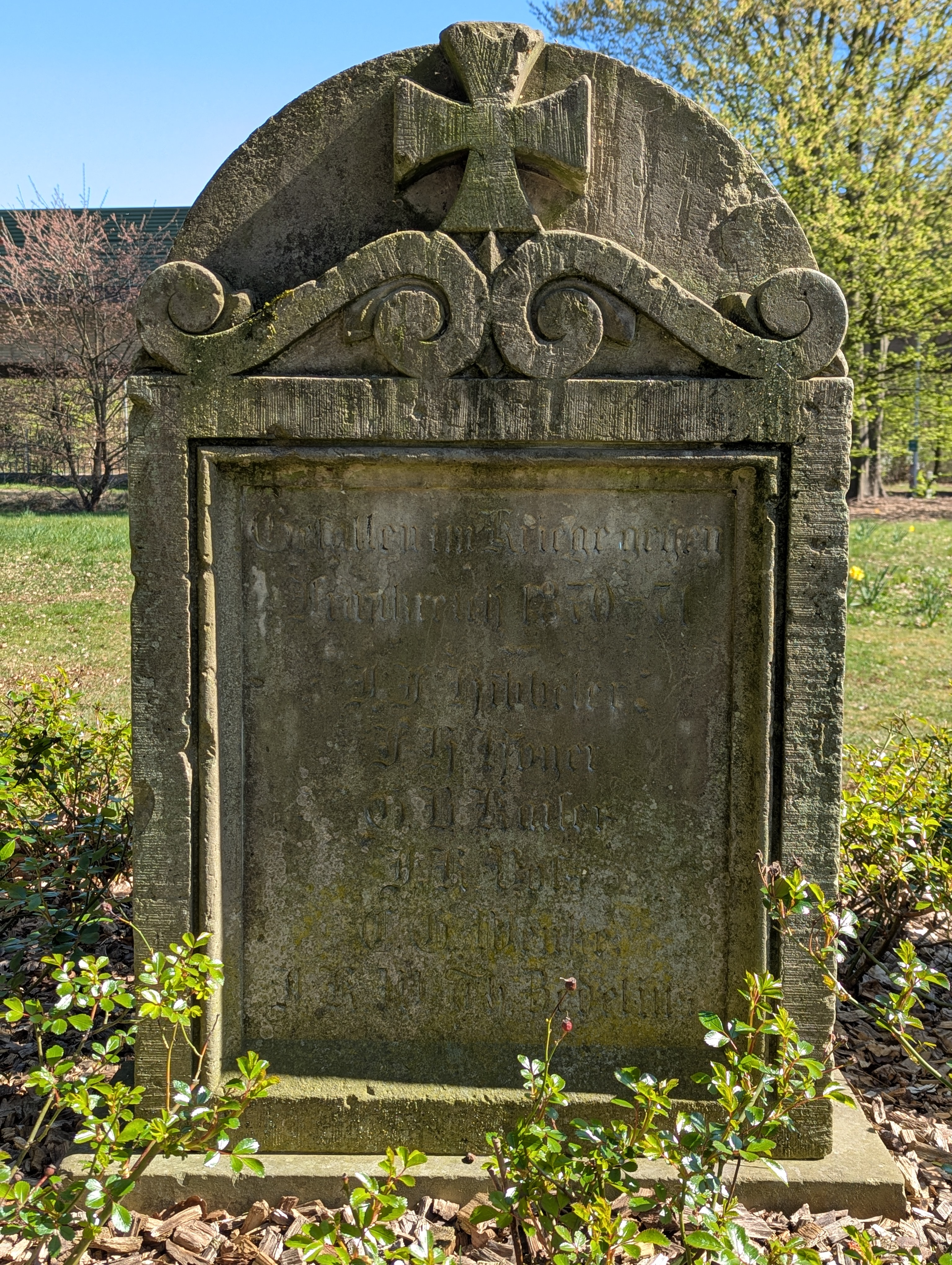
Gedenkstein für die Gefallenen des deutsch-französischen Krieges 1870/71, im Hintergrund ist die Autobahn zu sehen

Nordöstlich direkt an der Ringpfeilerhalle befindet sich ein durch einige Büsche und Rosen umstandener Gedenkstein für die Gefallenen des Deutsch-Französischen Krieges aus Eversten, der sechs Namen umfasst. Dieser Gedenkstein stand zunächst an der Ecke Edewechter Landstraße/Eichenstraße und wurde nach dem Zweiten Weltkrieg an die Ringpfeilerhalle verlegt.